# ВВС (София)
ВВС (Военно-Въздушни Сили) е футболен отбор от София.
Основан е през 1949 г. През 1951 г. влиза в Б група, а на следващата година завършва на първо място в Софийската Б група и се класира за А група. През 1953 г. завършва на 14 място и не успява да се задържи в елита, но за купата на страната достига до четвъртфинал. На следващата година под ръководството на треньора Лозан Коцев отново става първенец на Софийската Б група и влиза в А група. Въпреки че завършва на 8 място, отборът е изваден от групата поради реорганизация. През 1956 г. се слива с ЦДНА. След това участва само в Армейското първенство. Основният екип на отбора е небесносини фланелки и гащета.

## Известни футболисти
- Александър Костов – Фанфана
- Йончо Арсов
- Стефан Геренски – Рибата
- Димитър Минчев
- Панко Георгиев
- Иван Колев – Ването
- Дойчо Бачев
- Димитър Йорданов – Кукуша